# Nicolas-François Guillard

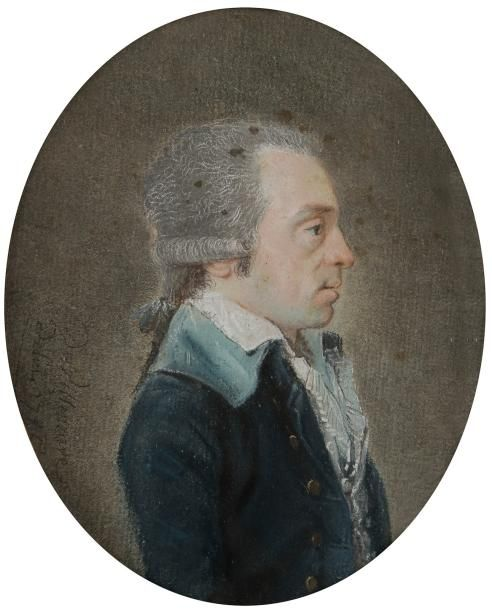
Nicolas-François Guillard, 1785

Nicolas-François Guillard, född 16 januari 1752 i Chartres, död 26 december 1814 i Paris, var en fransk librettförfattare. Han skrev tragiska operatexter, till vilka C W Gluck, A Sacchini, A Grétry med flera, satte musik. 

## Verk
- Ifigenia på Tauris, opera i 4 akter, musik av Christoph Willibald Gluck, uruppförd vid Académie royale de musique den 18 maj 1779, översatt av  A F Ristell, "Iphigénie uti Tauriden", uppförd 1783
- Émilie ou La Belle Esclave, lyrisk komedi i en akt, musik av André Grétry, uruppförd vid Académie royale de musique den 22 februari 1781
- Électre, opera i 3 akter, musik av Jean-Baptiste Lemoyne, uruppförd vid Académie royale de musique den 2 juli 1782, översatt av  A F Ristell, tonsatt av J.C.F. Haeffner, "Electra", uruppförd 1787
- Chimène ou le Cid, opera i 3 akter, musik av Antonio Sacchini, uruppförd i Fontainebleau, 1783
- Dardanus, tragedi i 3 akter, efter Charles-Antoine Leclerc de La Bruère, musik av Antonio Sacchini, uruppförd vid Trianon, Versailles, den 18 september 1784
- Les Horaces, lyrisk tragedi i 3 akter, musik av Antonio Salieri, uruppförd i Fontainebleau den 2 november 1786
- Œdipe à Colone, opera i 3 akter, musik av Antonio Sacchini, uruppförd i Versailles den 4 januari 1786, "Œdip i Athen", uppförd 1800
- Arvire et Evélina, lyrisk tragedi 3 akter, musik av Antonio Sacchini, uruppförd vid Académie royale de musique den 29 april 1788
- Louis IX en Égypte, opera i 3 akter, avec François Andrieux, musik av Jean-Baptiste Moyne, uruppförd vid Académie royale de musique den 15 juni 1790
- Elfride, heroiskt drama i 3 akter, musik av Jean-Baptiste Lemoyne, uruppförd vid Opéra-Comique den 17 december 1792
- Miltiade à Marathon, opera i 2 akter, uppförd vid Opéra de Paris den 15 brumaire år II (5 november 1793)
- Proserpine, lyrisk tragedi i 3 akter, efter en bok av Philippe Quinault, musik av Giovanni Paisiello, uppförd vid Opéra de Paris den 8 germinal år II (1794)
- Olimpie, lyrisk tragedi i 3 akter, musik av Christian Kalkbrenner, uppförd vid Théâtre de la République et des Arts à Paris den 18 frimaire år VII (18 december 1798)
- Le Casque et les colombes, opera-balett i en akt, musik av André Grétry, uruppförd vid Opéra de Paris den 7 november 1801
- La Mort d'Adam, religiös lyrisk tragedi, musik av Jean-François Lesueur, 1809